# Гарван (област Силистра)
Вижте пояснителната страница за други значения на Гарван.
Гарван е село в Североизточна България. То се намира в община Ситово, област Силистра.

## История
Сведения за най-старото население се съдържат в публикациите на д-р Живка Въжарова – научен ръководител на многогодишни разкопки в землището на Гарван. Според проучванията местността Градището, където е било селото е ранносредновековно селище и укрепление от 4 – 6 в. След приключването на разкопките същото е консервирано. В селището край селото по костни останки от 6 – 11 в.  са установени два вида птици – колхидски фазан (Phasianus colchicus colchicus) и недоопределен до вид орел (Aquila sp.).
Едната легенда за произхода името на село Гарван е, че то произлиза от турската дума „карван“, означаващо голям сняг. Според историята по време на турското владичество над България един турски паша е бил принуден да остане цяла седмица в селото, тъй като е имало обилен снеговалеж и силни снегонавявания, което довежда до затрупване на пътищата. Друга легенда за името на селото е, че в началото на 17 век много птици гарвани са нападнали реколтата и са я унищожили, като населението е останало без прехрана.
За първи път името на село Гарван се споменава в писмен документ от 1620 г. Този документ представлява данъчен регистър за събиране на унизителния за българското население данък „джизие“. В друг документ от 1676 селото се споменава под името Каргъ (на български Копие, камъш) и се е състои от една махала от 10 къщи. В султанска заповед от 1731 г. се отбелязва, че в селото има 18 турски и 56 български къщи, мъже пълнолетни, които плащат данък 235 души, 61 мъже мохамедани, подлежащи на военна служба. Общ брой на едър и дребен рогат добитък 3064 бр.
През периода на румънско господство над Добруджа от 1919 до 1940 година в селото са регистрирани опити за самоуправство, провокации и кръвопролития между местното население и колонисти-куцовласи. 
През 1942 г. Русан Тодоров Сертев закупува собствена вършачка – първата в региона, а първият комбайн влиза в селото през 1950 г., когато става и масовизираното влизане в ТКЗС. Селото е електрифицирано през 1952 г.; водоснабдено е през 1965 г.; Първото шосе от селото до главния път е направено с активното участие на населението през 1932 г., а първия асфалт е положен през 1964 г.; първото радио – 1941 г. – собственост на поп Константин (баща на Казимир Попконстантинов); Първият телевизор – 1964 г. – Енчо Тодоров Енчев; Първи автомобил – 1947 г., шофиран от Георги Димчев. От новоизграденото през декември 1946 г. се основава и ТКЗС „Полезен Труд“ с основни дейности зърнопроизводството, лозарство, градинарство и животновъдство. Работили са 4 – 5 отделни бригади – полевъдна с 4 звена от 20 души, зеленчукова с три звена също с по 20 души. Комплексна и животновъдна с над 12 стада овце от по 200 бр., кравеферма, птицеферма за подрастващи пилета и кокошки – носачки. През 1965 г. става обединението с ТКЗС Попина и централното ръководство преминава там.
През 1970 – 2000 в селото са живеят над 2000 жители, работят 3 птицеферми, 4 свинарника, земеделска кооперация, тъкачески цех, цех на Оргатехника. На полето са работели 12 бригади с по 30 души във всяка.

## География
Село Гарван се намира на 13 км от общинския център Ситово, на 7 км от село Искра. На 34 км от областния център Силистра. Околните села са Попина, Коларово, Искра, Нова Попина и Малък Преславец. Село Гарван се намира в красива котловина. Около селото има много местности с много красиви природни дървесни и тревни растения. Много от горите в околностите на селото са залесявяни от хората. Селото е разделено но 3 махали-Преселска, Централна и Нова махала. През селото преминава велосипедната писта от град Русе до Силистра.

### Население
Населението е предимно българско. Старото население на селото се нарича „гребенци“, което произхожда от украшението наподобяващо гребен на петел, носена от младите невести до една година след венчилото, или „елинци“, произхождащо от турската дума ели – означаващо побрежие. Днешното население на Гарван се самоопределя като потомци на автохтонното българско население.

### Стопанство
Гарван разполага 23 000 дка обработваема земя, 19 000 дка от тях се обработват от изградената на 16 декември 1992 г. земеделска кооперация. Отглежда се предимно пшеница, слънчоглед, ечемик, царевица, рапица, и тютюн. Останалата част от земята се обработва от дребни собственици на земеделска земя.

### Обществени институции
- Народно читалище „Димитър Иванов Полянов“ – създадено през 1870 г.;

## Религии
Християнство

## Културни забележителности
- Културно наследство:
- Народно Читалище „Димитър Иванов Полянов“ – към него действат три самодейни състава (мъжка, женска и детска певчески групи) с репертоар от автентични песни и танци, както и богати културни традиции;
- Добруджанска къща с. Гарван – обзаведена в стар добруджански стил с възможност за настаняване на туристи. Към нея е изградена мелница с немски дизелов мотор, произведен в Германия през 1920 г.;
- Църковен храм „Свети Димитър“ – построена през периода от 1887 г. до 1892 г. със средства на местното население. Изградена е от бял камък, а строителите са известни троянски майстори;
- Богата музейна и етнографска сбирка;
- Занаятчийство – плетене на рогозки, изработване на доруджански народни носии;
- Селищни могили – с. Гарван
- Некрополи – с. Гарван, Ситово, Попина – непроучени.
- Антична крепост – в с. Гарван – 4 км от селото на север в местността „Кючюк гюл и Кала“ има форма на триъгълник притъпен връх – с вероятно римски произход.

## Природни забележителности
- Защитена местност „Гарванските блата“ – могат да се наблюдават различни видове птици (гмурци, лебеди, лиски, диви патици и гъски) и растения (бяла и жълта водна лилия, теснолистен и широколистен папур). Възможен е любителския риболов в определените за това сезони. На територията на блатата има изградена подходяща инфраструктура.
- Остров Гарван – наблюдава се колония на бяла чапла. Използва се като хранителна база на гнездещите в резерват „Сребърна“ птици.
- Река Дунав – на брега на реката е разположено рибарско селище „Емилово“

В землището на с. Гарван се намира местността „Гарвански блата“ със статут на защитена територия.
Със Заповед № 853/06.08.1985 г. на Председателя на Комисията по опазване на природната среда към Министерски съвет, публикувана в ДВ бр.65/20.08.1985 г., водно-блатният комплекс „Гарвански блата“ с площ 280 ха е обявен за прирдна забележителност. Целта е запазване на естествените местообитания на редки водоплаващи птици, включително четири вида гмурци – голям, среден, черноврат и малък, както и белобрада рибарка и червена чапла, включени в Червената книга на Република България. В обекта е разпространена разнообразна водна и блатна растителност, сред която се срещат редки видове растения, като водна жълта роза, бяла водна роза, блатно кокиче и водна лилия.
Защитената местност „Гарвански блата“ обхваща земите, намиращи се на североизток от с. Гарван по дигата на река Дунав. На тази територия се намират три блата – Лищева (Лющева), Момчила и блатото, което граничи непосредствено със селото.
В Гарванските блата се срещат много редки и защитени растения като водна лилия, какичка, блатна перуника и т.н. Тук гнездят и много птици или временно пребиваващи, за да търсят храна. Срещат се рибарки, лиски, диви патици, неми лебеди, бели щъркели, чапли, белобузи рибарки и други.
На територията на защитената местност между двете блата Лищева и Момчила се намира малък остров. На североизток от блатата се намира местността „Дренчето“. В миналите векове в тези местности е имало основани славянски селища, а блатата са били добро прикритие, убежище и богат източник на храна за населението.
Остров „Гарван“
Намира се в близост до селото, откъдето носи и името си. Островът е покрит с върба, топола, ракита. Тук се среща голямо находище на блатно кокиче. На челото на острова се събира голяма колония от пеликани, което говори за наличие на добра хранителна база и място за отдих на тези птици. Срещат се още корморани, чапли и др.
Село Гарван
През VІ в. при идването на славяните на Балканския полуостров са били образувани много славянски селища. Едно от тях е край с. Гарван, където е открит некропол. По-късно, по време на Първото българско царство, това селище продължава своето съществуване. В с. Гарван археолозите разкриват най-старото славянско поселище в България.
Гарван е старобългарско селище със старобългарско население (гребенци), което отчасти е запазено. По време на Руско-турските войни от 1806 – 1812 и 1828 – 1829 г. част от населението забягва във Влашко. През годините на Възраждането селото развива интензивен културно-просветен живот, има постоянна черква и училище.
Селищни могили са открити в местността „Кравана“. Антична крепост, намираща се на 4 км от селото на север в местността „Кючюк Гюл Кале“, която има форма на триъгълник с притъпен връх с вероятно римски произход.
Едно от най-атрактивните кътчета в село Гарван е Рибарското селище. Със своите колоритни рибарски бунгала, то е предпочитано място за отдих и риболов. Разположено е на брега на река Дунав, с атрактивно оформени улици и административни сгради. От импровизирания рибарски пристан се открива прекрасна гледка към островите на село Гарван.
Районът на село Гарван е определен като район с крайселищен ландшафт с високи природоестетически дадености, с добро включване на населените места в околната среда, добър общ изглед, здравословна обклъжаваща среда, по-богата растителност – наличие на защитения вид блатно кокиче в блатата край селото, наличия на условия за отдих и т.н. Красивите липови гори край река Дунав, живописният бряг, удобната плажна ивица и особено двата острова срещу с. Гарван, обрасли с гори, са привлекателно място за рибари и любители на природата. Този район е бил населяван от най-стари времена, за което свидетелстват античните селища, надгробните могили и т.н.
Връзката водна площ – горски насаждения предоставя благоприятни условия за отдих, развитие на еко- и речен туризъм, спортен риболов.
Добруджанска къща
Съхранена архитектура, мелница и етнографска експозиция от бита на населението. атмосферата на къщата дава възможност посетителят да почувства топлината на миналото, да опознае специфични предмети от бита на българина през Възраждането. Стопаните са вложили своите умения и възможности при изграждането на дома и а съчетали богата цветова палитра. Къщата е разположена в центъра на селото с голям двор, подходящ за игра и отдих и оформени цветни лехи за релаксация и отмора.
Типичната за възрожденската българска къща механа е разположена в приземния етаж, а на първия етаж се намират етнографската експозиция и гостната стая.
Естественото съчетание на река, гори и скали предоставя благоприятни условия за отдих. Особено необходимо е да се запазят и поддържат малките горски масиви край с. Гарван (липовата гора), които имат благоприятно отражение върху микроклимата на населеното място.
Село Ирник е малко селище, разположено на 15 км от Ситово. Природоклиматичните дадености на селото предлагат възможност за балнеолечение на сърдечноболни хора, като това не е използвано като потенциал. В края на селото е построена хижа, която предлага условия за отдих, развлечения и лов. Гостите на хижата имат възможност да се включат в ловни излети с местната ловна дружинка, да се разхождат в гората, да събират билки. През месец май могат да се наслаждават на красивите популации на диви божури. Най-често срещани билки са мащерка, лайка, шипка, глог, слез, бял равнец, коприва и т.н.

## Редовни събития
В село Гарван всяка година редовно се провеждат следните събития свързани с народни традиции и обичаи:
- Фолклорен Дунавски събор – 2 юни;
- Селски събор – Димитровден;
- Тодоров ден – провеждане на кушии;
- Коледа – „Коледуване“ и „Бразая“;
- Великден – „Лазарка“ и „Данец“;
- Бабинден;
- Откриване на жътвата;

## Личности
- Родно село на Генералния директор на БНР Валерий Илиев Тодоров;
- Родно село на проф. Казимир Попконстантинов, носител на Хердерова награда за постижения в науката;

## Транспорт
От Понеделник до Петък:
- От гр.Силистра: 8:00ч.(за Русе); 12:00ч.; 16:00ч. от Силистра – за Гарван – Главиница – Осен – Черногор – Белица (село)
- От с.Гарван: 7:00ч.; 13:00ч.; 15:10ч. (от Русе за Силистра)

Събота и Неделя:
- От гр.Силистра: 8:00ч. (за Русе)
- От с.Гарван: 15:10ч. (От Русе за Силистра)